# Incêndio de King's Cross

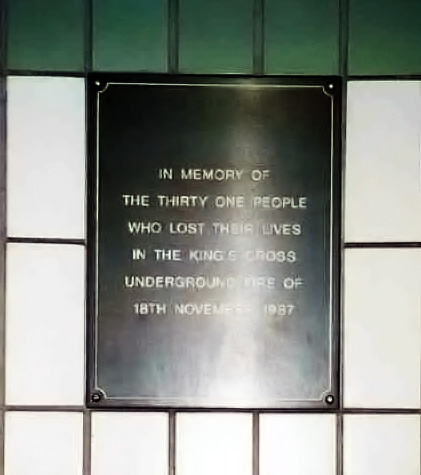
Memorial no desastre. Significa em inglês: «Em memoria das trinta e uma pessoas quem perderam as suas vidas no incêndio de metro de King's Cross do dia 18 de Novembro de 1987.»

O incêndio de King's Cross foi um incêndio que deflagrou às 19:30, do dia 18 de Novembro de 1987 na Estação de Metropolitano King's Cross St Pancras.
A estação de King's Cross era a estação mais utilizada de toda a rede de metropolitano, matando 31 pessoas que se encontravam no local na altura do incidente. Mais tarde, veio-se a saber que o fogo tinha começado numas escadas rolantes que serviam a Piccadilly Line, que queimaram para além dos níveis mais fundos da estação de metro, o nível superior da estação (entradas e bilheteiras). A escada rolante, onde o fogo começou, tinha sido construída justamente depois da Segunda Guerra Mundial. Os degraus e os lados da escada rolante eram, parcialmente, feitos de madeira, significando assim, que arderam rapidamente, e com facilidade. Contudo, fumar na rede de metropolitano londrina já tinha sido proibido em Fevereiro de 1985 (como consequência do incêndio de Oxford Circus), o fogo foi provavelmente causado por um passageiro que acendeu um fósforo, e que o deixou cair para o lado das escadas rolantes, fazendo o fósforo entrar, assim, no interior das escadas, para a pista das mesmas. A pista dessa escada rolante, não era limpa já há muito tempo, e na altura do incêndio, estava cheia de graxa e de detritos compostos por fibras. 
O Membro do Parlamento daquela área, Frank Dobson, informou a House of Commons (Câmara dos Comuns), que o número de passageiros empregados que passavam pela estação, que ultrapassava os 200,000 todos os dias já naqueles tempos, tinha sido reduzida de dezesseis para dez, e que o pessoal da limpeza tinha sido igualmente reduzido, de catorze para apenas dois. O trágico acontecimento levou à supressão e retirada de todas as escadas de madeira em todas as estações de metro, e levou a promessas de maior investimento no sistema.